# NAMM
El NAMM Show es una reunión anual de productos musicales, fundada en el año 1901. Se celebra cada año, en enero, en Anaheim, California, EE.UU. en el Anaheim Convention Center. Su único competidor importante es la Musik Messe en Frankfurt. En la edición de 2022 se celebró en junio.

## Resumen
Es un show de comercio dirigido a distribuidores nacionales e internacionales; y las exposiciones de productos son una parte integral del programa, permitiendo a los vendedores y distribuidores ver qué hay nuevo, negociar acuerdos y planificar sus compras en los próximos 6 a 12 meses. Solo los empleados de los fabricantes, expositores y/o minoristas, y distribuidores miembros de NAMM están autorizados a asistir, junto con los miembros acreditados de la prensa. Los expositores están destinados a un número determinado de stands en los metros cuadrados de su stand principal, después de abonar un cargo. A los Distribuidores se les permite un cierto número de stands de categorías diferentes.
La sigla NAMM correspondía inicialmente a la National Association of Music Merchants, una entidad nacional que representa los intereses de los productos minoristas de música, ha pasado a ser una asociación internacional que incluye comerciales, miembros de revendedores, afiliados y fabricantes.

## Verano NAMM
Otro programa de la asociación, El SUMMER NAMM, se lleva a cabo en julio en Nashville, Tennessee en el Nashville Convention Center . Es de aproximadamente un cuarto del tamaño del NAMM Show de enero, centrándose más en reuniones de la industria y cursos de desarrollo profesional que productos. Informes recientes indican que la exposición Summer NAMM ha sufrido un declive en su asistencia ya que ha sido un ciclo entre Nashville, TN, Austin, Texas e Indianápolis, Indiana en los años sucesivos.

## Historia
En 1901, 52 miembros de la Asociación Nacional de Fabricantes de Pianos de América, formaron la Asociación Nacional de Distribuidores de Pianos de América. El grupo celebró su primera reunión anual en 1904. En 1919, el grupo cambió su nombre a Asociación Nacional de Comerciantes de Música, o NAMM.
NAMM ha pasado de ser una asociación minorista nacional a una asociación internacional cuyos miembros ahora incluyen empresas comerciales, distribuidores, afiliados y fabricantes.
El NAMM Show no tuvo lugar en 1932, 1934, 1942 o 1945. Debido a la pandemia de COVID-19, el NAMM Show 2022 se llevó a cabo en Anaheim del 3 al 5 de junio de 2022, sin ningún NAMM de verano por separado.

## Enlaces
- Wikimedia Commons alberga una categoría multimedia sobre NAMM.
- Sitio web oficial
- NAMM Oddities
- NAMM (Archivado)

- Datos: Q1129867
- Multimedia: NAMM / Q1129867